# Egyiptomi Szent Agathón
Egyiptomi Szent Agathón (4. század) szentként tisztelt ókeresztény egyiptomi remete, az úgynevezett sivatagi atyák egyike.

## Élete
Szent Ámon társaként élt a Nitriai pusztában. Később valószínűleg átköltözött Szkétiszbe, ahol a nála idősebb Nagy Szent Poimén körében élt. Még fiatalon apát (abba) lett, és több tanítványáról (Sándor, Zoilosz) tudni.
Az egyház szentként tiszteli, és március 2-án üli ünnepét.

## Mondásai, történetek az életéből
- „Agathón abba mondta: »Egy szerzetesnek nem szabad engednie, hogy lelkiismerete bármilyen dologban vádolja.«”[3]
- „Ismét ő mondta: »Az Isten parancsainak betartása nélkül az ember egyetlen erényhez sem jut el.«”[3]
- „Agathón abba mondta: »Ha egy embert túláradóan szeretek is, de megtudom, hogy gyöngeségbe visz, szakítok vele.«”[4]
- „Agathón abbáról mondják, hogy három évig hordott egy követ a szájában, amíg sikerült hallgatásra bírnia magát.”[5]
- „Ismét róla mesélik, hogy amikor egyszer a városba ment, hogy eladja dolgait, egy idegent talált az utcára kilökve, aki beteg volt, és senki sem volt, aki törődött volna vele. Erre az öreg mellette maradt, szobát bérelt, és a lakbért kétkezi munkájának bevételéből fizette, a maradékot pedig a beteg szükségleteire fordította. Négy hónapig maradt mellett, amíg a beteg meg nem gyógyult. Aztán békében visszatért kunyhójába.”[6]

## Lásd még
- Ortodox szentek listája
- Sivatagi atyák